# Lancia Prisma

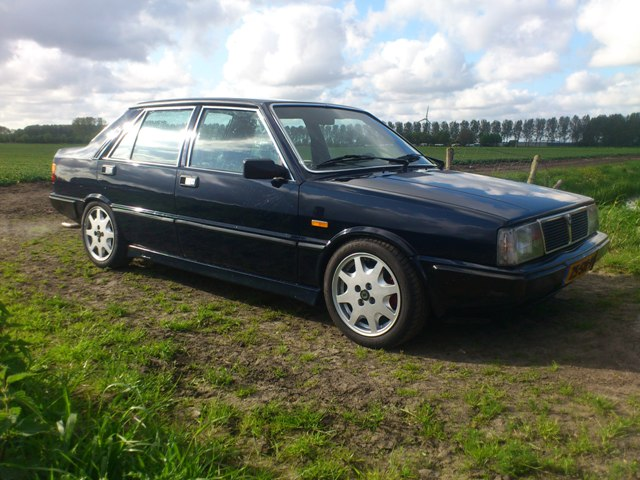
Lancia Prisma 1600 1e serie

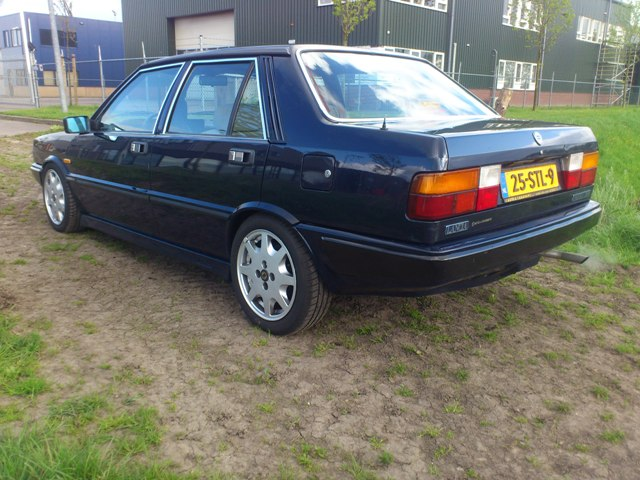
Lancia Prisma 1600 1e serie

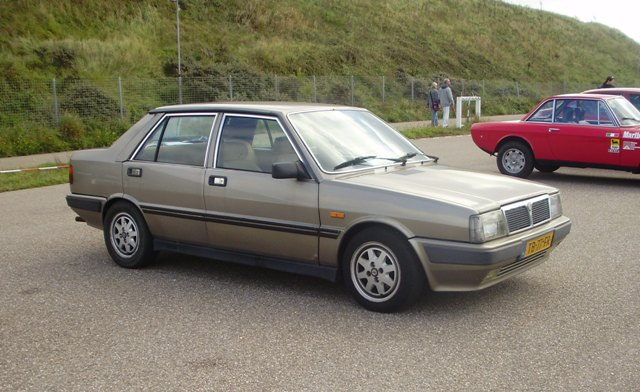
Lancia Prisma 1600ie 2e serie

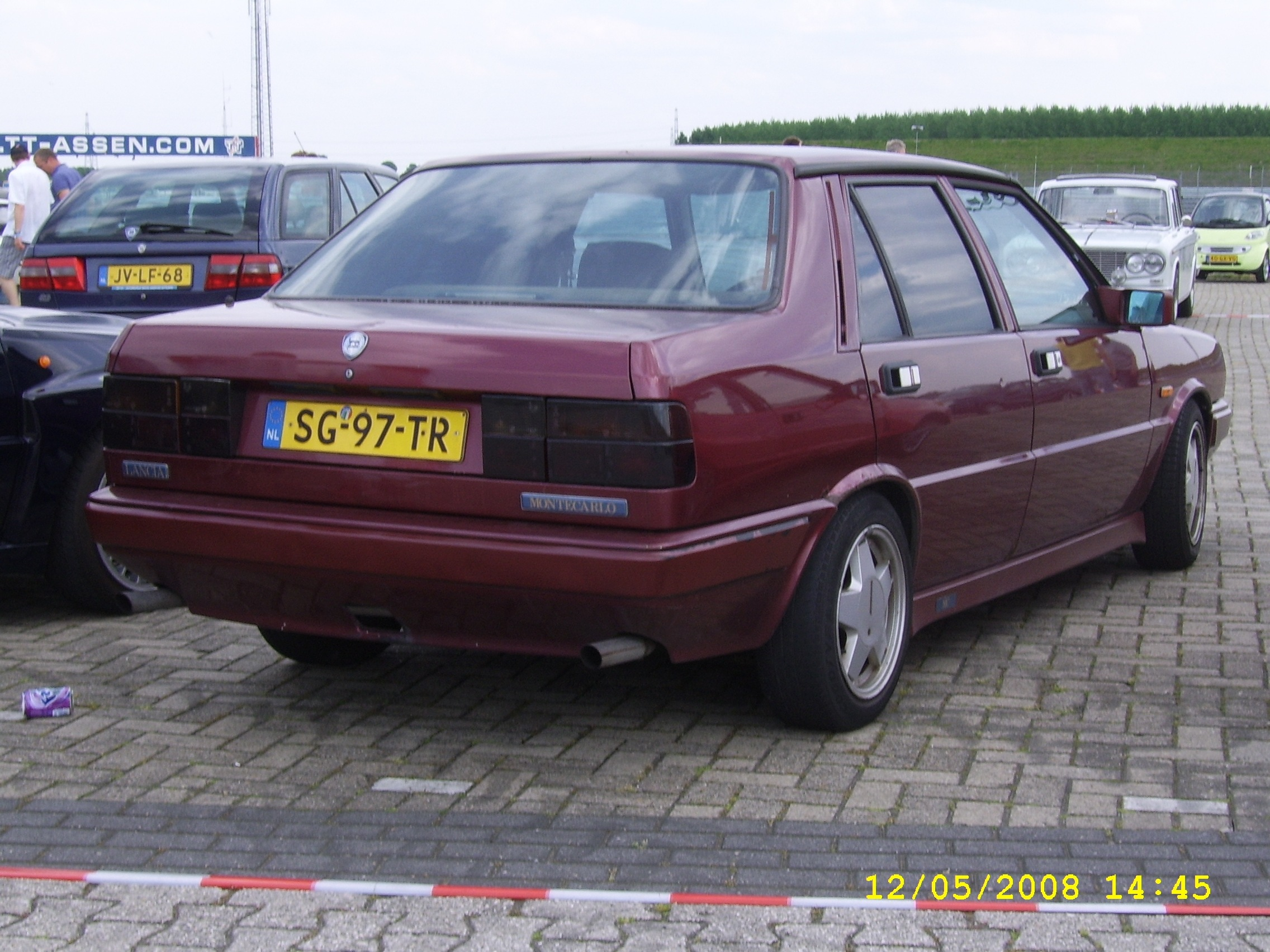
Lancia Prisma Montecarlo

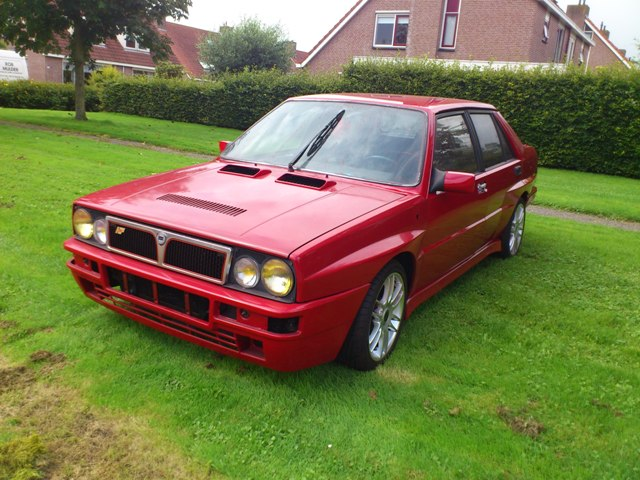
Lancia Prisma HF turbo

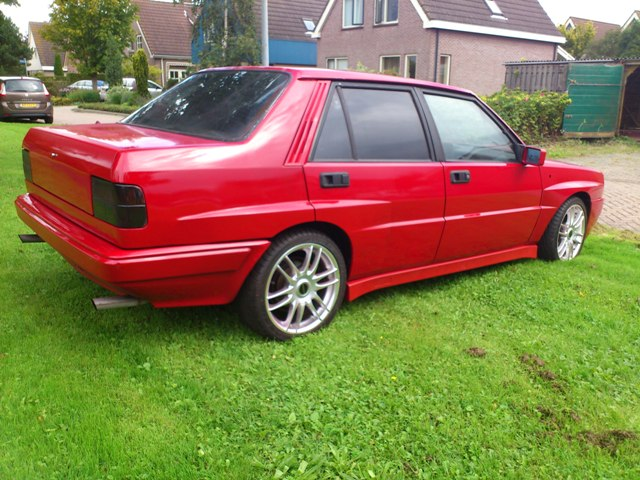
Lancia Prisma HF turbo

De Lancia Prisma is een middenklasser-sedan van de Italiaanse autofabrikant Lancia. De Prisma is afgeleid van de Lancia Delta, de succesvolle hatchback die in 1980 tot Auto van het jaar verkozen werd. De Prisma was tot 1990 in productie.

## Achtergrond
In 1982 startte de productie van de Prisma en in 1989 rolden de laatsten van de band. De Prisma kreeg een facelift aan het einde van 1986, en werden er onderhuids diverse aanpassingen doorgevoerd. 
In de eerste jaren was de Prisma leverbaar met een 1300, 1500 en 1600cc-benzinemotor met carburateur,met respectievelijk 78, 85 en 105 pk, waarbij de 1500-versie ook als automaat werd geleverd. Na de facelift in 1986, werd de 1600-versie met elektronische injectie en ontsteking geleverd, welke 109 pk leverde. Ook was er een 1,9-diesel en turbodiesel in het gamma, (65 resp. 80 pk) die niet overal leverbaar is geweest. Ten slotte was er nog de Prisma Integrale, de vierwielaangedreven variant. Deze was uitgerust met een tweeliter DOHC motor zonder turbo, die een vermogen had van 115 pk.
De afmetingen van de Prisma zijn: lengte 4,18 meter, breedte 1,62 meter en hoogte 1,385 meter.
In totaal zijn er ongeveer 400.000 exemplaren van dit autotype gebouwd. Voor zover bekend zijn er in Nederland slechts tien exemplaren overgebleven anno 2012.
De Prisma werd in 1990 opgevolgd door de Lancia Dedra.
Huidige modellen:
Ypsilon
Recente modellen:
Dedra · 
Delta · 
Flavia · 
K · 
Lybra ·
Musa · 
Phedra ·
Prisma · 
Thema · 
Thesis · 
Trevi ·
Voyager - 
Y · 
Y10 · 
Z
Historische modellen na de Tweede Wereldoorlog:
2000 · 
Appia · 
Aurelia · 
Beta · 
D20 · 
D23 · 
D24 · 
D25 · 
D20 · 
Flaminia · 
Flavia · 
Fulvia · 
Gamma · 
Stratos
Historische modellen tijdens het Interbellum:
12 cil V · 
Aprilia · 
Ardea · 
Artena · 
Astura · 
Augusta · 
Dikappa · 
Dilambda · 
Kappa · 
Lambda · 
Trikappa
Historische modellen voor de Eerste Wereldoorlog:
Alfa · 
Beta 15/20HP · 
Dialfa · 
Didelta · 
Delta 20/30HP · 
Epsilon · 
Eta · 
Gamma 20HP · 
Theta · 
Zeta 12/15HP